# Conrado Pérez
Conrado Pérez Armenteros (Las Villas, 21 dicembre 1950) è un ex cestista cubano.
È il fratello di Leonardo Pérez.

## Carriera
Con Cuba ha disputato due edizioni dei Giochi olimpici (Città del Messico 1968, Monaco 1972) e due dei Campionati mondiali (1970, 1974).